# Championnats d'Afrique d'athlétisme 2012
Navigation
Les 18es Championnats d'Afrique d'athlétisme se déroulent à Porto-Novo au Bénin du 27 juin au 1er juillet 2012. Les épreuves se disputent au Stade Charles-de-Gaulle qui peut accueillir près de 25 000 spectateurs.
Près de 800 athlètes, issus de 51 nations, sont attendus à cette compétition, soit tous les pays membres de la Confédération africaine d'athlétisme sauf le Malawi et la Somalie.
Ils sont finalement 47 pays et 575 athlètes à participer effectivement.

## Résultats

### Hommes
| 100 m | Simon Magakwe 10 s 29                                                          | Amr Seoud 10 s 34                                                                      | Wilfried Koffi 10 s 37                                                                      |
| 200 m | Ben-Youssef Meité 20 s 62                                                      | Amr Seoud 20 s 76                                                                      | Noah Akwu 20 s 83                                                                           |
| 400 m | Isaac Makwala 45 s 25                                                          | Oscar Pistorius 45 s 52                                                                | Willem de Beer 45 s 67                                                                      |
| 800 m | Taoufik Makhloufi 1 min 43 s 88                                                | Anthony Chemut 1 min 44 s 53                                                           | André Olivier 1 min 45 s 09                                                                 |
| 1 500 m | Caleb Ndiku 3 min 35 s 71 (CR)                                                 | Ayanleh Souleiman 3 min 36 s 34                                                        | James Magut 3 min 36 s 35                                                                   |
| 5 000 m | Mark Kiptoo 13 min 22 s 38                                                     | Jonathan Maiyo 13 min 22 s 89                                                          | Timothy Kiptoo 13 min 24 s 67                                                               |
| 10 000 m | Kenneth Kipkemoi 27 min 19 s 74 (CR)                                           | Mark Kiptoo 27 min 20 s 77                                                             | Lewis Mosoti 27 min 22 s 54                                                                 |
| 110 m haies | Lehann Fourie 13 s 60                                                          | Selim Nurudeen 13 s 68                                                                 | Lyes Mokdel 13 s 73                                                                         |
| 400 m haies | Amaechi Morton 49 s 32                                                         | Mamadou Kasse Hanne 49 s 38                                                            | Boniface Mucheru 49 s 45                                                                    |
| 3 000 m steeple | Abel Mutai 8 min 16 s 05                                                       | Wilson Kipkemboi Maraba 8 min 16 s 96                                                  | Benjamin Kiplagat 8 min 18 s 73                                                             |
| 4 × 100 m | Afrique du Sud Hannes Dreyer Simon Magakwe Roscoe Engel Thuso Mpuang 39 s 26   | Nigeria Peter Emelieze Obinna Metu Adetoyi Durotoye Ogho-Oghene Egwero 39 s 34         | Ghana Emmanuel Appiah Kubi Timothy Abeyie Ashhad Agyapong Allah Laryea-Akrong 39 s 40       |
| 4 × 400 m | Nigeria Saul Weigopwa Amaechi Morton Abiola Onakoya Isah Salihou 3 min 02 s 39 | Afrique du Sud PC Beneke Ofentse Mogawane Oscar Pistorius Willem de Beer 3 min 04 s 01 | Kenya Vincent Kiplangat Kosgei Vincent Mumo Kiilu Boniface Mucheru Mark Mutai 3 min 04 s 12 |
| 20 km marche | Hédi Teraoui                                                                   | David Kimutai Rotich                                                                   | Mohamed Ameur                                                                               |
| Saut en hauteur | Kabelo Kgosiemang 2,25 m                                                       | Mohamed Younis 2,15 m                                                                  | Mathieu Sawe 2,15 m                                                                         |
| Saut à la perche | Mouhcine Cheaouri 5,10 m                                                       | Karim El Mafhoum 5,00 m                                                                | Ruan Van Wyk 4,90 m                                                                         |
| Saut en longueur | Ndiss Kaba Badji 8,04 m                                                        | Zack Visser 7,98 m                                                                     | Ignisious Gaisah 7,73 m                                                                     |
| Triple saut | Tosin Oke 16,98 m                                                              | Issam Nima 16,69 m                                                                     | Hugo Mamba-Schlick 16,34 m                                                                  |
| Lancer du poids | Burger Lambrechts 19,51 m                                                      | Orazio Cremona 19,19 m                                                                 | Yasser Farag 18,78 m                                                                        |
| Lancer du disque | Victor Hogan 61,80 m                                                           | Yasser Farag 59,61 m                                                                   | Russell Tucker 57,99 m                                                                      |
| Lancer du marteau | Chris Harmse 77,22 m                                                           | Mohsen El Anany 74,31 m                                                                | Mostafa Hesham El Gamel 73,81 m                                                             |
| Lancer du javelot | Julius Yego 76,68 m                                                            | John Ampomah 70,65 m (NR)                                                              | Kenechukwu Ezeofor 69,58 m                                                                  |
| Décathlon | Ali Kamé 7 511 pts                                                             | Mourad Souissi 7 276 pts                                                               | Guillaume Thierry 7 212 pts                                                                 |
| Records et Performances - AR : Record continental (area record) - CR : Record des championnats (championship record) - MR : Record du meeting (meet record) - NR : Record national (national record) - OR : Record olympique (olympic record) - PR : Record paralympique (paralympic record) - PB : Record personnel (personal best) - SB : Meilleure performance personnelle de la saison (season's best) - WL : Meilleure performance mondiale de l'année (world leader) - WJR : Record du monde junior (world junior record) - WR : Record du monde (world record) Circonstances et Conditions - DNF : N'a pas terminé (did not finish) - DNS : N'a pas pris le départ (did not start) - DQ : Disqualification (disqualification) - NM : Aucun essai valable enregistré (No Mark) - Q : Qualifié « directement » au prochain tour (ou à la prochaine compétition), lors d'une compétition majeure, grâce au classement ou à la réalisation des minima (automatic qualifier) - q : Qualifié au prochain tour (ou à la prochaine compétition), lors d'une compétition majeure, grâce au repêchage ou à la réalisation de l'une des meilleures performances parmi celles des « non qualifiés directement » (grâce au meilleur temps ou à la meilleure distance par exemple) (secondary qualifier) |                                                                                |                                                                                        |                                                                                             |

### Femmes
| 100 m | Ruddy Zang Milama 11 s 16                                                                    | Blessing Okagbare 11 s 18                                                                   | Gloria Asumnu 11 s 28                                                                                |
| 200 m | Gloria Asumnu 22 s 93                                                                        | Lawretta Ozoh 22 s 93                                                                       | Marie-José Ta Lou 23 s 44                                                                            |
| 400 m | Amantle Montsho 49 s 54 (CR)                                                                 | Regina George 51 s 11                                                                       | Amy Mbacke Thiam 51 s 68                                                                             |
| 800 m | Francine Niyonsaba 1 min 59 s 11 (NR)                                                        | Eunice Sum 1 min 59 s 13                                                                    | Malika Akkaoui 1 min 59 s 90                                                                         |
| 1 500 m | Rabab Arafi 4 min 05 s 80 (CR)                                                               | Mary Kuria 4 min 06 s 22                                                                    | Margaret Wangari 4 min 06 s 50                                                                       |
| 5 000 m | Gladys Cherono 15 min 40 s 04 (CR)                                                           | Veronica Nyaruai 15 min 40 s 65                                                             | Gotytom Gebreslase 15 min 53 s 34                                                                    |
| 10 000 m | Gladys Cherono 32 min 41 s 40                                                                | Priscah Jepleting 32 min 45 s 73                                                            | Betsy Saina 32 min 48 s 36                                                                           |
| 100 m haies | Gnima Faye 13 s 26                                                                           | Amina Ferguen 13 s 56                                                                       | Uhunoma Osazuwa 13 s 61                                                                              |
| 400 m haies | Ajoke Odumosu 54 s 99                                                                        | Hayat Lambarki 55 s 41                                                                      | Raasin McIntosh 55 s 99                                                                              |
| 3 000 m steeple | Mercy Wanjiku 9 min 43 s 26                                                                  | Birtukan Adamu 9 min 45 s 41                                                                | Hyvin Jepkemoi 9 min 45 s 95                                                                         |
| 4 × 100 m | Nigeria Christy Udoh Gloria Asumnu Damola Osayemi Lawretta Ozoh 43 s 21 (CR)                 | Ghana Rosina Amenebede Flings Owusu-Agyapong Beatrice Gyaman Janeth Amposah 44 s 35         | Côte d'Ivoire Marie-José Ta Lou Affoue Amandine Allou Mireille Parfaite Gaha Adeline Gouenon 45 s 29 |
| 4 × 400 m | Nigeria Endurance Abinuwa Omolara Omotoso Margaret Etim Bukola Abogunloko 3 min 28 s 77 (CR) | Botswana Goitseone Seleka Lydia Mashila Oarabile Babolay Amantle Montsho 3 min 31 s 27 (NR) | Sénégal Fatou Faye Amy Mbacke Thiam Fatou Diabaye Ndeye Fatou Seck Soumah 3 min 31 s 64              |
| 20 000 m marche | Grace Wanjiru 1 h 40 min 53 s                                                                | Olfa Lafi 1 h 46 min 17 s                                                                   | Aynalem Eshetu Shefrawe 1 h 49 min 45 s                                                              |
| Saut en hauteur | Lissa Labiche 1,86 m                                                                         | Anika Smit 1,86 m                                                                           | Rhizlane Siba 1,75 m                                                                                 |
| Saut à la perche | Syrine Balti 3,70 m                                                                          | Juanita Stander 3,50 m                                                                      | Dora Mahfoudhi 3,40 m                                                                                |
| Saut en longueur | Blessing Okagbare 6,96 m                                                                     | Janice Josephs 6,29 m                                                                       | Lynique Prinsloo 6,22 m                                                                              |
| Triple saut | Sarah Nambawa 13,90 m                                                                        | Charlene Potgieter 13,90 m                                                                  | Jamaa Chnaik 13,75 m (NR)                                                                            |
| Lancer du poids | Chinwe Okoro 16,21 m                                                                         | Omotayo Talabi 15,63 m                                                                      | Auriol Dongmo 15,41 m                                                                                |
| Lancer du disque | Chinwe Okoro 56,60 m                                                                         | Elizna Naude 55,88 m                                                                        | Kazai Suzanne Kragbe 54,56 m                                                                         |
| Lancer du marteau | Amy Sène 65,55 m                                                                             | Lætitia Bambara 65,08 m                                                                     | Sarah Bensaad 60,75 m                                                                                |
| Lancer du javelot | Margaret Simpson 54,62 m                                                                     | Justine Robbeson 52,81 m                                                                    | Gerlize de Klerk 49,85 m                                                                             |
| Heptathlon | Yassmina Omrani 5 924 pts                                                                    | Amelan Gabriella Kouassi 5 481 pts                                                          | Bianca Erwee 5 338 pts                                                                               |
| Records et Performances - AR : Record continental (area record) - CR : Record des championnats (championship record) - MR : Record du meeting (meet record) - NR : Record national (national record) - OR : Record olympique (olympic record) - PR : Record paralympique (paralympic record) - PB : Record personnel (personal best) - SB : Meilleure performance personnelle de la saison (season's best) - WL : Meilleure performance mondiale de l'année (world leader) - WJR : Record du monde junior (world junior record) - WR : Record du monde (world record) Circonstances et Conditions - DNF : N'a pas terminé (did not finish) - DNS : N'a pas pris le départ (did not start) - DQ : Disqualification (disqualification) - NM : Aucun essai valable enregistré (No Mark) - Q : Qualifié « directement » au prochain tour (ou à la prochaine compétition), lors d'une compétition majeure, grâce au classement ou à la réalisation des minima (automatic qualifier) - q : Qualifié au prochain tour (ou à la prochaine compétition), lors d'une compétition majeure, grâce au repêchage ou à la réalisation de l'une des meilleures performances parmi celles des « non qualifiés directement » (grâce au meilleur temps ou à la meilleure distance par exemple) (secondary qualifier) |                                                                                              |                                                                                             | |

## Tableau des médailles
| Rang | Nation         | Or | Argent | Bronze | Total |
| ---- | -------------- | -- | ------ | ------ | ----- |
| 1    | Nigeria        | 10 | 6      | 5      | 21    |
| 2    | Kenya          | 9  | 9      | 9      | 27    |
| 3    | Afrique du Sud | 6  | 10     | 8      | 24    |
| 4    | Sénégal        | 3  | 1      | 2      | 6     |
| 5    | Botswana       | 3  | 1      | 0      | 4     |
| 6    | Algérie        | 2  | 3      | 2      | 7     |
| 7    | Maroc          | 2  | 2      | 3      | 7     |
| 8    | Tunisie        | 2  | 1      | 2      | 5     |
| 9    | Ghana          | 1  | 2      | 2      | 5     |
| 10   | Côte d'Ivoire  | 1  | 1      | 4      | 6     |
| 11   | Ouganda        | 1  | 0      | 1      | 2     |
| 12   | Burundi        | 1  | 0      | 0      | 1     |
| 12   | Gabon          | 1  | 0      | 0      | 1     |
| 12   | Madagascar     | 1  | 0      | 0      | 1     |
| 12   | Seychelles     | 1  | 0      | 0      | 1     |
| 16   | Égypte         | 0  | 4      | 2      | 6     |
| 17   | Éthiopie       | 0  | 1      | 2      | 3     |
| 18   | Burkina Faso   | 0  | 1      | 0      | 1     |
| 18   | Djibouti       | 0  | 1      | 0      | 1     |
| 18   | Soudan         | 0  | 1      | 0      | 1     |
| 21   | Cameroun       | 0  | 0      | 1      | 1     |
| 21   | Liberia        | 0  | 0      | 1      | 1     |
| 21   | Maurice        | 0  | 0      | 1      | 1     |
|      | Total          | 44 | 44     | 45     | 133   |